# Кочинос (бухта)
Кочи́нос (исп. Bahía de Cochinos — «залив свиней») — бухта в провинции Матансас на южном побережье Кубы. С 1910 года относилась к провинции Санта-Клара, в 1961 году отошла к провинции Вилья-Клара, а после реформы 1976 года находится в провинции Матансас. Бухта Кочинос является популярным местом рекреационного дайвинга. Погружения осуществляются как в открытом море, так и в сенотах.
Бухта располагается в 30 км к югу от города Хагуэй-Гранде, в 75 км к западу от города Сьенфуэгоса и в 150 км к юго-востоку от Гаваны. На западной стороне бухты находятся коралловые рифы, ограничивающие болото Сапата (часть одноимённого полуострова). На восточном побережье бухты пролегают мангровые заросли и обширные болота.
Происхождение испанского названия бухты Bahía de Cochinos, вероятно, связано не со «свиньями» (исп. cochinos), а, скорее, с испанским названием атлантической рыбы кочино (лат. Balistes vetula, исп. Cochino). Около северной оконечности бухты находится деревня Буэна-Вентура, и в 35 км к юго-востоку от неё, возле небольшого города Хирон, названного в честь известного французского пирата, располагается одноимённый пляж и деревня Плая-Хирон.
Бухта Кочинос известна как место проведения военной операции, подготовленной правительством США с целью свержения правительства Фиделя Кастро.